# Ясір Аль-Фахмі
Ясір Аль-Фахмі (араб. Yasir Al-Fahmi, нар. 20 грудня 1991, Мекка) — саудівський футболіст, що грав на позиції нападника. Виступав за низку саудівських клубів, а також молодіжну збірну Саудівської Аравії.

## Клубна кар'єра
Ясір Аль-Фахмі народився 1991 року в місті Мекка. Займався в юнацьких командах футбольних клубів «Аль-Хара» та «Аль-Аглі». У професійному футболі дебютував 2010 року виступами за команду «Аль-Аглі», в якій грав до 2016 року, після чого клуб відправив футболіста в оренду до клубу «Аль-Вахда».
У 2018 році Аль-Фахмі став гравцем клубу «Аль-Батін», а в 2019 році перейшов до клубу «Джидда». У 2021—2022 роках футболіст грав у складі клубу «Охуд», після чого повернувся до клубу «Джидда», у складі якого завершив виступи на футбольних полях у 2023 році.

## Виступи за збірні
Протягом 2010—2014 років Ясір Аль-Фахмі грав у складі молодіжної збірної Саудівської Аравії. На молодіжному рівні Аль-Фахмі зіграв у 20 офіційних матчах, забив 7 голів.